# إبراهيم الدقاق
إبراهيم الدقاق (وُلد في القدس عام 1929، توفي فيها في حزيران 2016)، مهندس وأكاديمي ومناضل فلسطيني. شارك في تأسيس وأعمال عدة مؤسسات وطنية فلسطينية في الأرض المحتلة.

## حياته
التحق بكلية روضة المعارف الوطنية وأتم فيها دراسته الثانوية ونال شهاده المترك عام 1947. درس في الجامعة الأمريكية بالقاهرة العلوم والرياضيات عمل في الكويت كمدرس ثم انتقل عام 1959الى كلية روبرت [الإنجليزية] في إسطنبول Robert College لدراسة الهندسة المدنية وتخرج منها مهندساً.
أشرف على بناء كلية الطيرة للبنات في مدينة رام الله ومدرسة الشوبك الأردنية.
من قادة العمل الوطني الفلسطيني بعد احتلال إسرائيل للأراضي الفلسطينية عام 1967 ومن مؤسسي الجبهة الوطنية الفلسطينية التي حملت أعباء تنظيم العمل السياسي الفلسطيني في السبعينات.
سكرتير لجنة التوجيه الوطني الفلسطيني في الأرض المحتلة التي كانت تضم رؤساء البلديات واطياف الحركة الوطنية والتي نشأت في اعقاب اتفاقية كامب ديفيد.
نقيب المهندسين في الضفة الغربية من 1978 لغاية 1986.
ساهم في تاسيس مجموعة كبيرة من مؤسسات المجتمع المدني الفلسطيني كمجلس التعليم العالي والملتقى الفكري العربي الذي ترأسه من 1978 لغاية 1992.
ترأس مجلس أمناء جامعة بيرزيت عام 1973
وكان المدير المؤسس لمستشفى جمعية المقاصد الخيرية في مدينة القدس.
و تولى مهمة إعمار المسجد الأقصى بعد إحراقة عام 1969.
في عام 2002 عمل على إطلاق المبادرة الوطنية الفلسطينية مع د. مصطفى البرغوثي وحيدر عبد الشافي.
ألف ونشر 5 كتب متعلقة بالقضية الفلسطينية.
توفي في حزيران 2016 القدس ووري الثري في مقبرة باب الساهرة.

## تكريم بعد وفاته
- خصصت فصلية القدس الصادرة عن مؤسسة الدراسات الفلسطينية جائزة إبراهيم الدقاق لأفضل مقال عن القدس.[4][5]
- عام 2016 قلّده رئيس السلطة الفلسطينية «وسام الاستحقاق والتميّز» تقديراً «لدوره الوطني والنقابي، وإسهاماته المخلصة للحفاظ على الهوية العربية التاريخية والحضارية لمدينة القدس ومعالمها».[6]